# Antarah ibn Shaddad
Antarah ibn Shaddad (en árabe: عنترة بن شداد العبسي, ʿAntarah ibn Shaddād al-ʿAbsī; 525–608), también conocido como ʿAntar (en árabe: عنترة بن شداد العبسي‎), fue un caballero y poeta preislámico, famoso tanto por su poesía como por su vida aventurera. Su poema principal forma parte del Mu'allaqat, la colección de siete "odas colgadas" las legendarias poesías que se colocaban en los muros de la Kaaba. Su vida acabó convertida en un romancero popular largo y extravagante.

## Vida

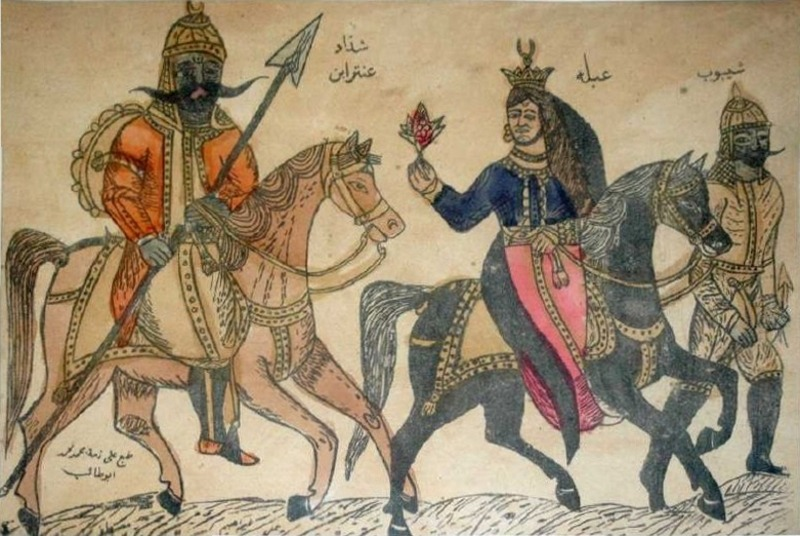
Antarah y Abla en un patrón egipcio para tatuaje del.

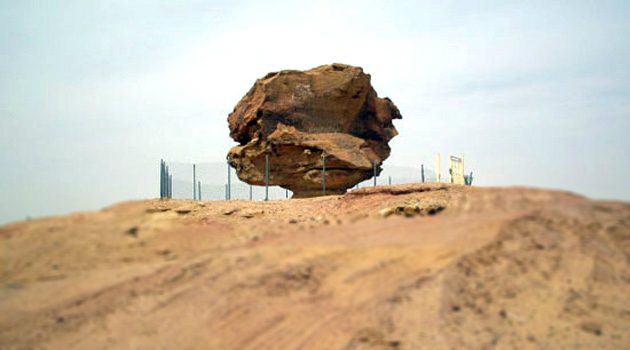
Una foto reciente de la famosa roca donde se dice que Antarah solía encontrarse con Abla. Tomada en al Jiwa, Arabia Saudí

ʿAntarah nació en Najd, en la Arabia central. Su padre era Shaddād al-ʿAbsī, un guerrero respetado de los Banu Abs bajo su jefe Zuhayr. Su madre era una mujer etíope llamada Zabūba y era una princesa capturada y tomada como esclava por su padre durante una de las incursiones de la tribu contra el reino de Axum. Descrito como un "cuervo árabe" (al-aghribah al-'árab) a causa de su tez oscura, el mulato ʿAntarah creció también como esclavo. Se enamoró de su prima ʿAblah, pero no podía esperar casarse con ella debido a su posición. También se había ganado la enemistad de la esposa de su padre, Shammeah.
Obtuvo la atención y el respeto por sus calidades personales notables y valor en batalla, convirtiéndose en un poeta de talento y un excelente guerrero. Ganó su libertad después de que otra tribu invadió las tierras de los Banu ʿAbs. Cuándo su padre le dijo, "ʿAntarah, lucha con los guerreros", él respondió "el esclavo no sabe cómo invadir ni cómo defenderse, pues solo sirve para ordeñar cabras y servir a sus amos". Su padre le contestó: "Defiende a tu tribu, Oh ʿAntarah, y eres libre". Después de derrotar a los invasores, buscó obtener el permiso para casarse con su prima. Para asegurarse una pensión suficiente, Antarah tuvo que afrontar varios retos que incluyen conseguir una clase especial de camello del reino árabe norteño de los Lájmidas, entonces reinando Al-Nu'man III ibn al-Mundhir. ʿAntarah participó después en la gran guerra entre las tribus emparentadas de los ʿAbs y Dhubyān, la cual empezó con un concurso de caballos.
El tiempo y la manera de su muerte es asunto de disputa. Ibn Doreid le tiene por asesinado por Wasr-ben-Jaber o en batalla contra la tribu de los Tay, mientras que según Abu Obeida murió de muerte natural en la vejez.
La poesía de ʿAntarah ha sido bien conservada y a menudo habla en ella de los valores caballerescos, el coraje y heroicidad en batalla así como de su amor por ʿAbla. Se inmortalizó cuándo uno de sus poemas fue incluido en el Mu'allaqat, la colección de poemas legendarios que se decía eran colgados en la Kaaba. La importancia histórica y cultural de su poesía radica en sus detalladas descripciones de batallas, armaduras, armas, caballos, el desierto y otros temas de su época.

## Legado

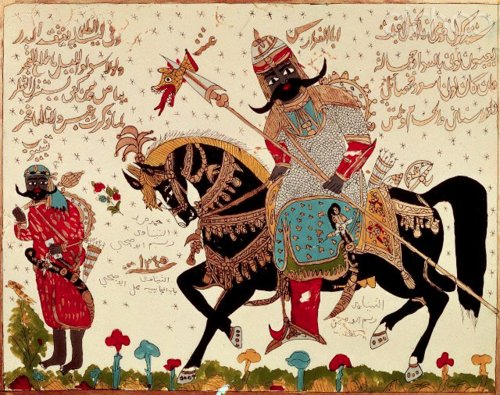
Una pintura sobre vidrio de Antara ibn Shaddad.

La historia de ʿAntar y ʿAbla fue abordada en una saga poética tradicionalmente atribuida a al-Asmaʿi, un poeta de la corte de Harún al-Rashid y es todavía recitada por los recitadores y contadores de historias en las casas de té y cafeterías árabes. Su importancia ha sido comparada con las novelas artúricas de la literatura inglesa. Su casa y su establo eran particularmente legendarios. En Beni Hassan, Egipto un templo rupestre egipcio, el Speos Artemidos, era creído y llamado por los lugareños Los establos de Antarah (Istabl 'Antar). Uno de los siete clanes árabes de Belén se apellida Anatreh, nombrado así por ʿAntarah. Antaño actuaban como los guardianes de la Basílica de la Natividad.
El compositor ruso Nikolái Rimski-Kórsakov escribió su Sinfonía núm. 2 basándose en la leyenda de ʿAntar. En 1898 el pintor francés Étienne Dinet publicó su traducción de una poema épico árabe del siglo XIII titulado Antar, la cual atrajo sobre la figura de Antar bin Shaddad la atención europea. Ha sido seguido por una serie de trabajos derivados, como el de Diana Richmond Antar y Abla que fomentaron la exposición occidental a las leyendas de Antar ibn Shaddad. "Antar" es el título de la primera ópera palestina, compuesta por el músico palestino Mustapha al-Kurd en 1988.
El pintor libanés Rafic Charaf (1932-2003) desarrolló en los años 1960 una serie de pinturas que describen las épicas de Antar y Abla. Estos trabajos que muestran su interés por el folclore popular de la región son considerados una piedra angular en la obra del artista.

## Trabajos
Los poemas de Antara fueron publicados por Wilhelm Ahlwardt en The Diwans of the six ancient Arabic poets (Londres, 1870); también publicados por separado en Beirut (1888). Respecto a su autenticidad, cf. W. Ahlwardt Bemerkungen über die Aechtheit der alten arabischen Gedichte (Greifswald, 1872), pp. 50. El Romance de 'Antar (Sīrata 'Antar ibn Shaddād) es un trabajo que durante mucho tiempo circuló solo en la tradición oral, con progresivos añadidos hasta alcanzar proporciones inmensas y ha sido publicado en 32 vols. en El Cairo, (1889), y en 10 vols. en Beirut, 1871. Fue en parte traducido por Terrick Hamilton bajo el título  'Antar, un romance beduino (4 vols., Londres, 1820).